# 血章
血章（德语：Blutorden），正式名称为“1923年11月9日（慕尼黑政变）纪念勋章”（德語：Medaille zur Erinnerung an den 9. November 1923），是纳粹党最负盛名的勋章之一。1934年3月，希特勒授权頒布血章以纪念1923年11月9日纳粹党的失敗政变。奖章为银色，正面刻有一只鹰抓着橡树叶花环的图案。花圈里面是日期9.Nov。右边是铭文“慕尼黑 1923-33”（München 1923–1933）。反面显示了統帥堂的大殿，正上方是倾斜的卐字，背景是太阳光线。沿着顶部边缘是铭文“經歷一切後，你贏了”（UND IHR HABT DOCH GESIEGT）。